# 船員組合 (リューベック)

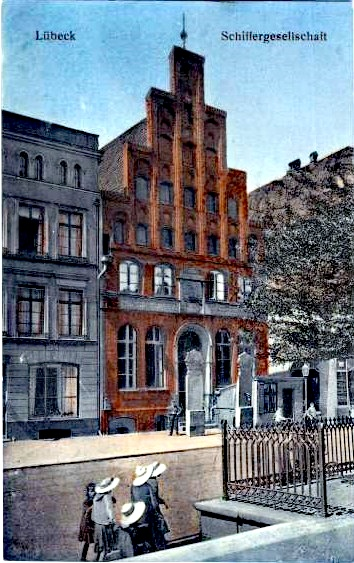
リューベックの船員組合の建物

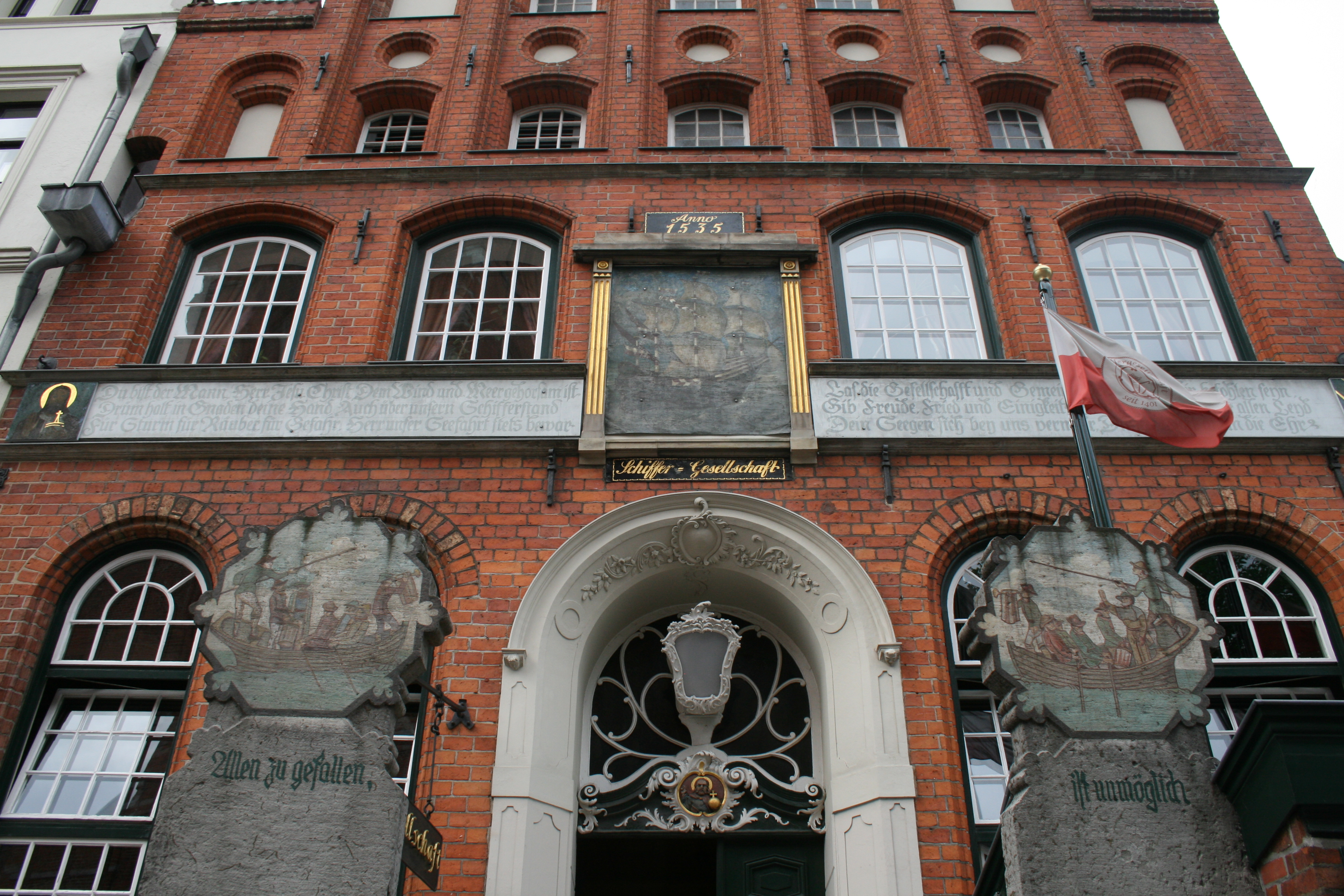
ゴットランドの石灰岩を使った玄関の装飾

リューベックの船員組合（ドイツ語: Schiffergesellschaft）は、近代初頭からある船乗りの組合であり、同時に今日ではレストランとして知られている歴史的な建造物のことを指す。

## 組合
リューベック船員組合は、1401年12月16日、聖ニコラオス同胞団として設立された。この団体の趣旨と目的は、設立趣意書の以下のくだりから理解できるだろう。 
宗教改革の流れの中で、ほとんどすべての宗教的な同胞団の境界が失くなっていき、聖ニコラオス同胞団も、聖アンナ同胞団と一体化することになった。人は、この建物のことを、Schippern Selschup(船乗りの住処)と呼ぶ、13世紀に建てられた大通りとエンゲルスグルーべの角地、聖ヤコブ教会の向かいの邸宅は、1535年、540リューベックマルクで購入されたものである。
宗教改革のゴタゴタの中でも、同胞団の宗教的な意味合いは、失われることはなかった。邸宅にあった聖ニコラオスと聖アンナの巨大な彫像はそのままに残っている。高齢者や貧しい人には、食事と居場所が提供されてきた。
船員組合は、長年に渡り、組合員の専門的知識により、船の通行証を発行し、港湾の監視、市の参事会への助言をしてきた。ハンザ同盟の1614年の海洋法は、船舶関係者同士の闘い事は、船員組合に報告しなくてはならないと定めている。
船員組合はギルド法の適用下にあるわけではないが、リューベックの船舶関係者も社会の一員であり、組合の定款は市参事会の承認を必要としていた。
ギルドの法が1866年に商法によりその効力を失ったとき、船員組合のメンバーの大多数は、自由な協同組合として組織を継続し、そのメンバーの商業的利益を追求し、互いを助け合っていくことを決定した。しかし、新しい法的地位は、かなりの高額の負債をもたらし、それを埋め合わせるためには、歴史的な建造物を売りに出すほか手段がなかった。その後、建物はレストランとして運営され、今日に至っている。今日ではリューベックで、船員組合というと、かつての同胞団の建物のことだと思われている。しかし、船員組合という同業者組織は、今日も存続しており、その本来の役割を今なお引き継いでいる。

## 船会社のギルドハウス
リューベックの聖ヤコブ教会の向かいにある船員組合は、1535年にギルドハウスとして購入し、1538年までかけて再建され、今日でも人気がある。隣接する建物を追加購入して、組合員のために18世帯分の住まいが確保された。
大通り2番地の海運会社の建物は、初期ルネサンス様式で建てられている。レンガルネサンスの時期は、素人にはレンガゴシックの時期との区別が非常に難しい。入り口の前に立つと、前に突きだしている神の地下倉（バー）、レンガに帆船をデザインした風見鶏、「リューベックの鷲」（Adler von Lübeck、帆船の名前）の絵が目に入る。この建物は、第二次世界大戦の間も、リューベックの旧市街と同様、歴史的建造物の保護ということで、空爆を生き延びてきた。建物の内部は、1972年から1976年まで4年がかりで改修工事がなされている。
今日、この建物はレストランと居酒屋として営業している。ハンス・レイプは、「世界で最も古典的な居酒屋」を自負している。2005年には、当時の社長だったヴォルフガング・ステッフェンスとゲルハルト・ビルンスティングルの采配で中庭に「船乗りの庭」がオープンし、客は野外でも飲食できるようになった。2015年3月1日、フランク・ヘーネとミヒャエル・エンゲルが、レストランの経営を引き継いだ。

## 設備
長テーブルの席は、それぞれの席の背もたれに、様々な海運会社（ノルウェーのベルゲンとの航路を握ったベルゲン通商、ニシンの商いで知られたスクーナー海運など）の紋章が刻まれて、だれの席かそれと知れるようになっていた。数多くの古い帆船の模型が、天井から吊るされており、壁には、聖書から題材をとった1624年の新しい絵画もある。大航海時代の模型には、壁のディスプレイケースに展示されているものもある。船員組合は、1605年から6年のデンマークのグリーンランド遠征で手に入れたと考えられる、現存する最古の完全に保存されたエスキモーのカヤックを保有している。
おそらくヤコブの教会由来で、何世紀にもわたって船員組合にあったいくつかの聖者像は、現在、聖アンナ博物館で見ることができる。これには1401年頃と推定される司教座に座る司教（聖ニコラオス？）と、1480年から/90年頃と推定されるの聖アンナを含めての三体が含まれる。船員組合には今日も、15世紀末の聖ヤコブの記念碑的な彫像、1450年から60年頃と推定される聖母降臨のもの、月光の聖母の絵が描かれた（推定1500年頃）鍵穴の装飾 、善きサマリア人の絵（おそらく16世紀の後半）が残っている。

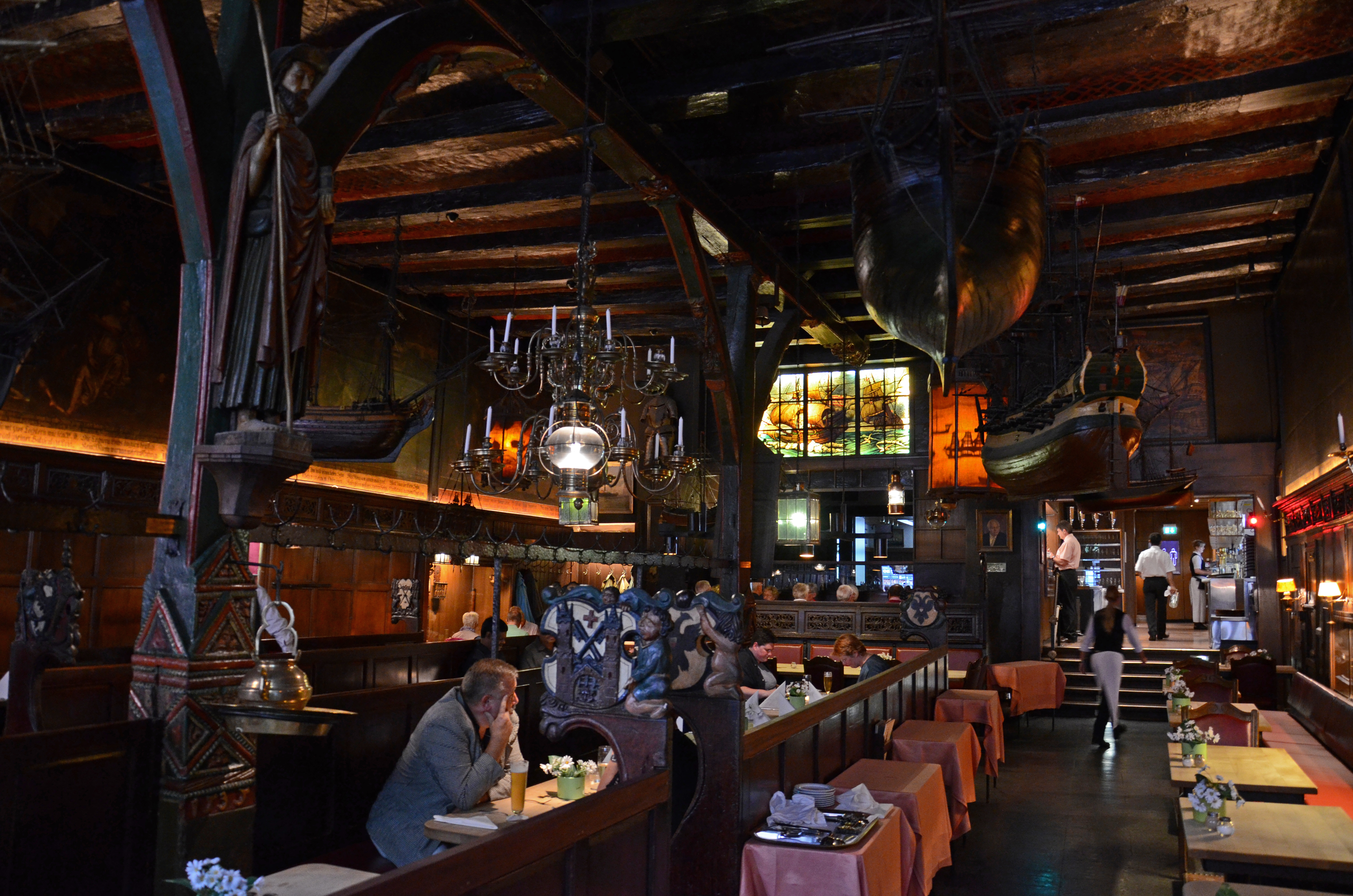
店内の様子
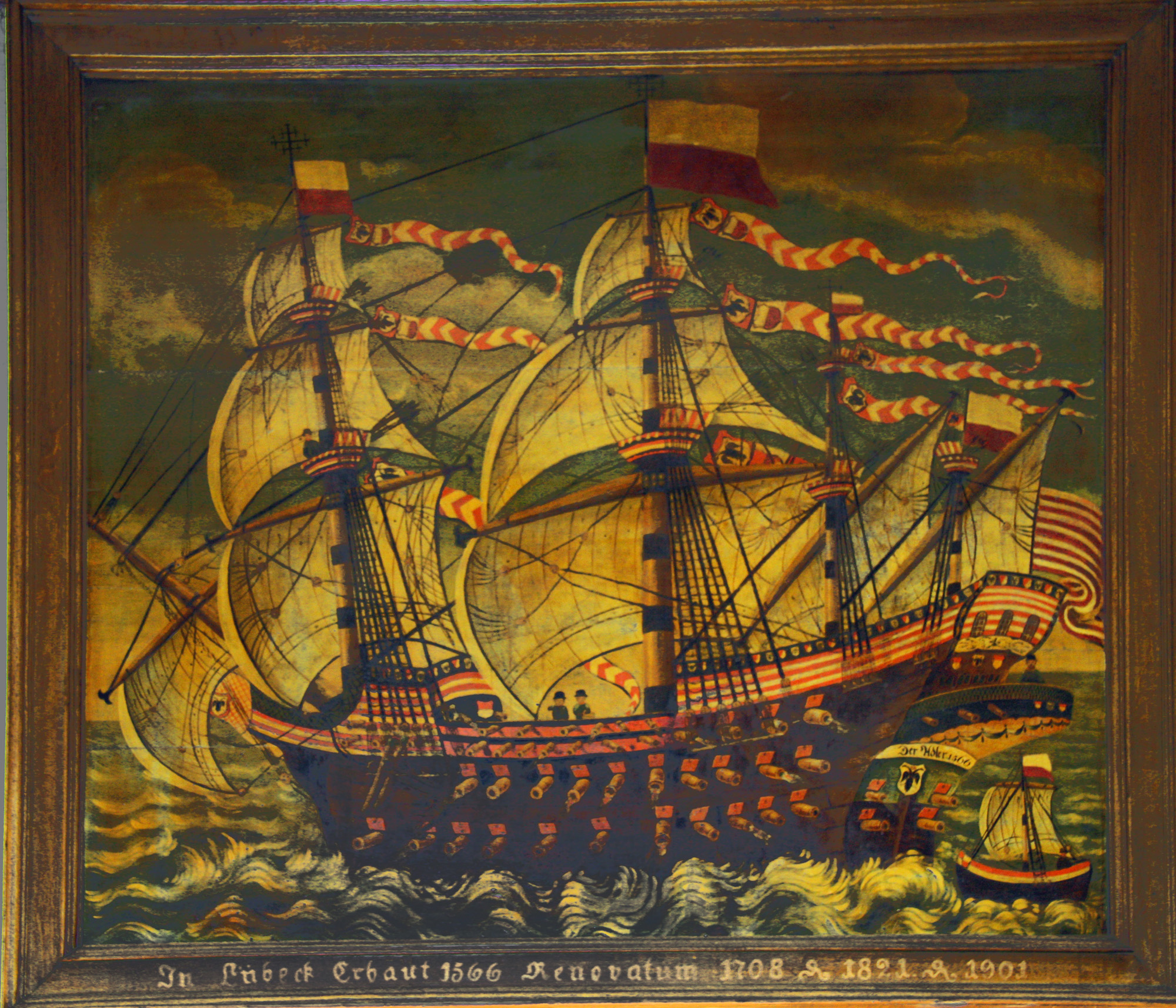
リューベックの鷲
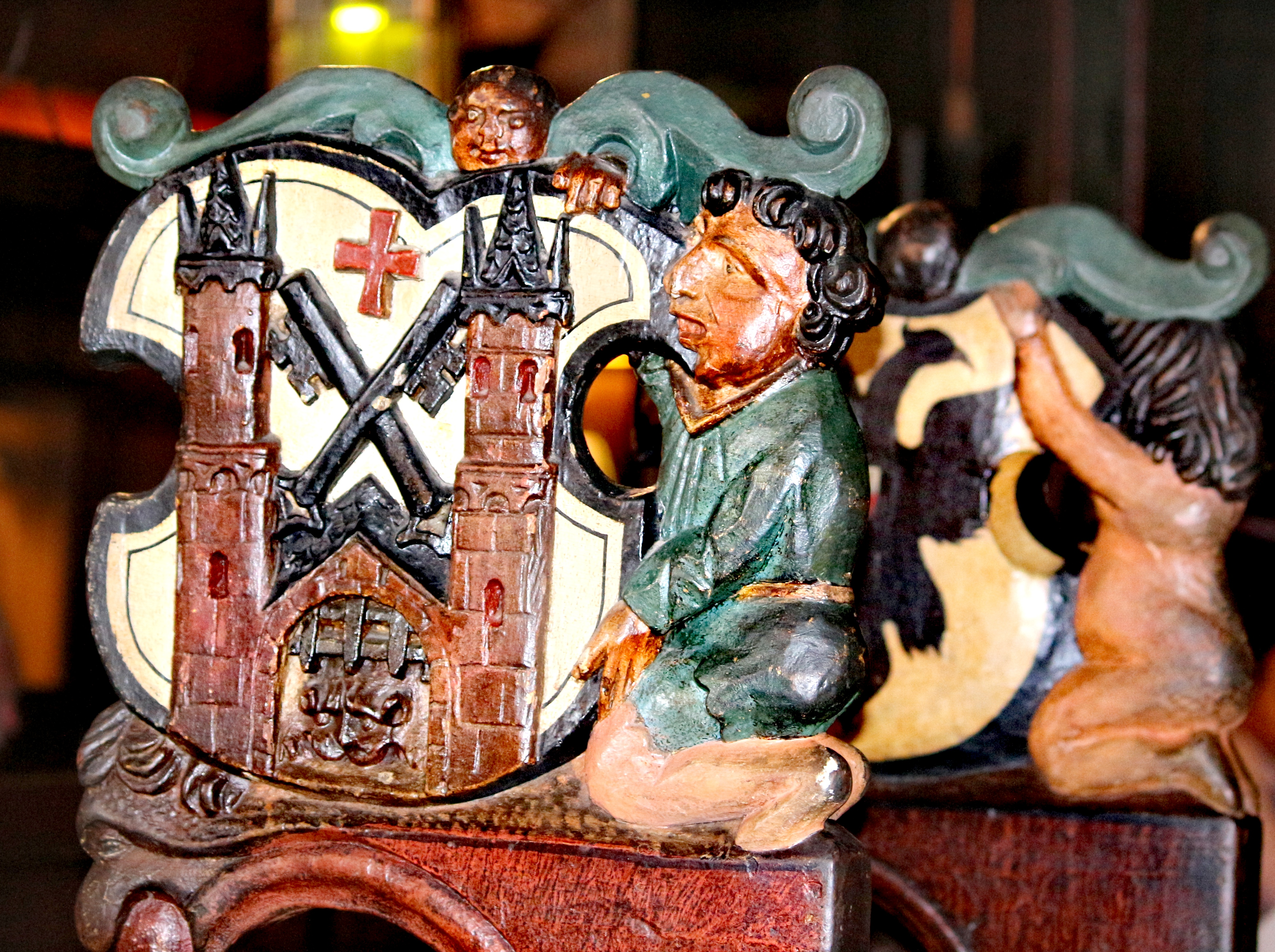
椅子の背もたれ
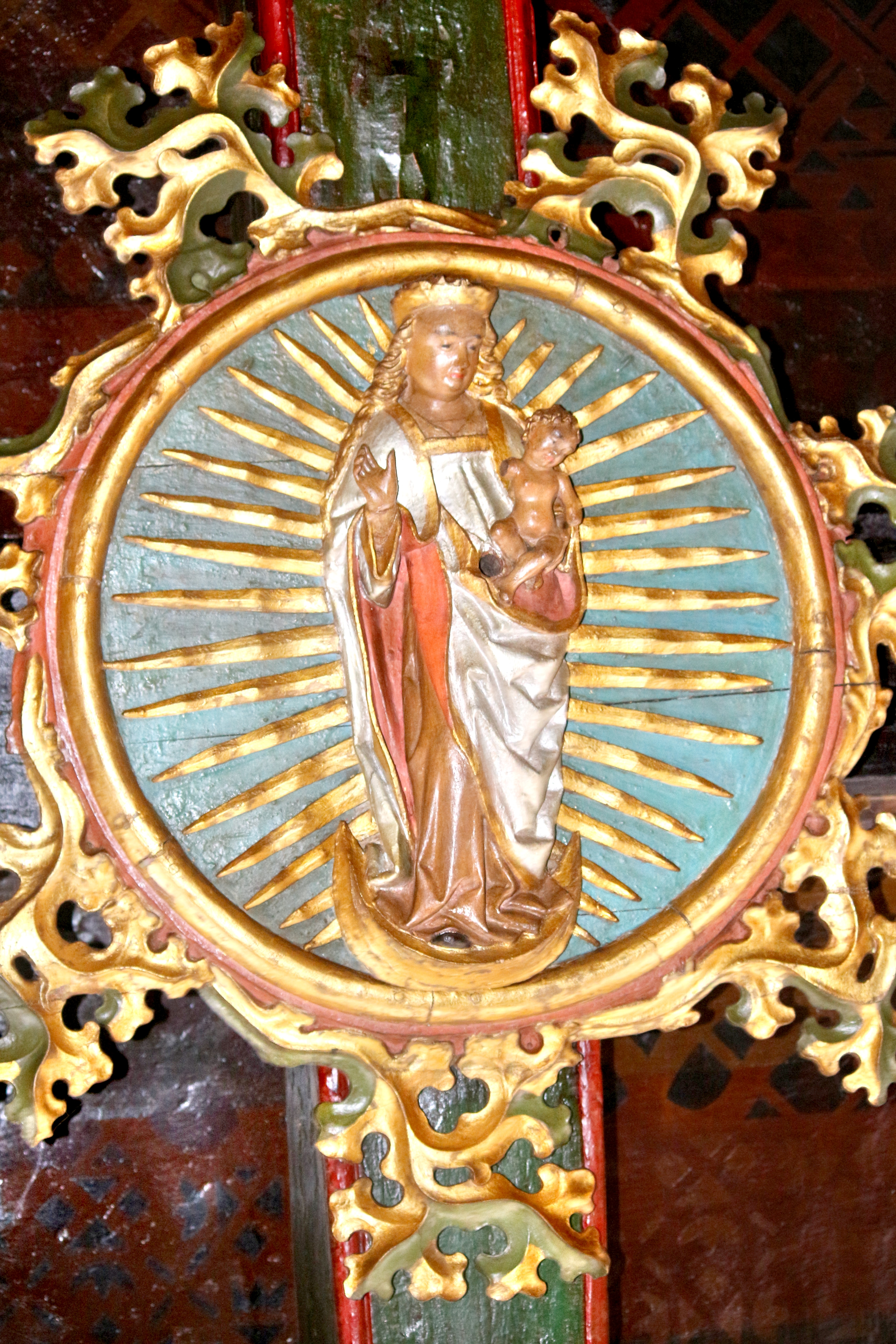
月光の聖母

### かつての所有者
13世紀には、リューベックの外交官ヨハン・ファン・ドゥアイの所有する邸宅として大通り2番地にあった。